# Microlepidogaster
Microlepidogaster is een geslacht van straalvinnige vissen uit de familie van de harnasmeervallen (Loricariidae).

## Soorten
- Microlepidogaster arachas Martins, Calegari & Langeani, 2013
- Microlepidogaster bourguyi Miranda Ribeiro, 1911
- Microlepidogaster dimorpha Martins & Langeani, 2011
- Microlepidogaster longicolla Calegari & Reis, 2010
- Microlepidogaster perforatus Eigenmann & Eigenmann, 1889